# Rödermark
Rödermark é um município da Alemanha, situado no distrito de Offenbach, no estado de Hesse. Tem 29,99 km² de área, e sua população em 2019 foi estimada em 28.249 habitantes.